# El Hueco
El Hueco és un centre poblat de l'Uruguai, ubicat a la regió central del departament de Florida. Té una població aproximada de 100 habitants, segons les dades del cens del 2004.
Es troba a 84 metres sobre el nivell del mar.